# الفی دیواین
الفی دیواین (انگلیسی: Alfie Devine؛ زادهٔ ۱ اوت ۲۰۰۴) بازیکن فوتبال است.
وی همچنین در تیم‌های ملی فوتبال England national under-16 football team و زیر ۱۹ سال انگلستان بازی کرده‌است.